# ヨーロッパハチクイ

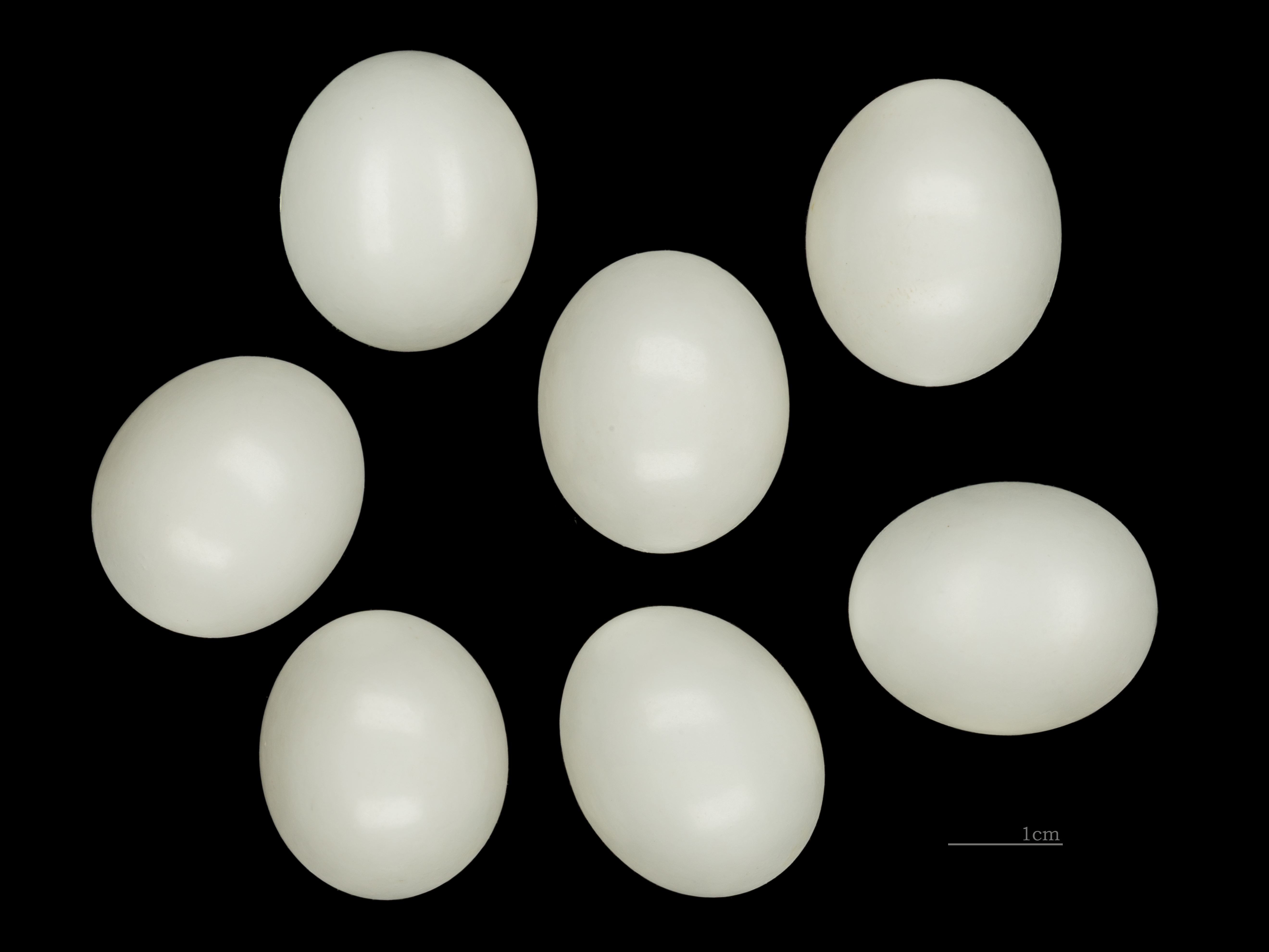
Merops apiaster

ヨーロッパハチクイ（欧羅巴蜂食、学名：Merops apiaster）は、ブッポウソウ目ハチクイ科に分類される鳥。渡り鳥で、南ヨーロッパと北アフリカ・西アジアの一部で繁殖し、熱帯アフリカで越冬する。春には更に北でも見られることがあり、イギリスなど西ヨーロッパ北部でも繁殖例がある。
学名「Merops apiaster」の初出は1758年にリンネの『自然の体系』第10版。 属名のMerops はハチクイを指す古代ギリシャ語に由来し、apiaster はラテン語で「ミツバチを食べるもの」を表す。

## 形態
ヨーロッパハチクイは一般的なハチクイ類と同様、細い体形と派手な色彩を持つ。 頭上から背は茶色、喉は黄色、胸・腹は青、初列風切・雨覆は緑、嘴は黒色である。 体長は27-29 cmに達し、中央の2本の尾羽は特に長い。雌雄はよく似るが、雌は肩がより緑色で、雄はより金色。 非繁殖羽は地味で、背部は青緑色、細長い中央尾羽はない。 若鳥は、非繁殖期の成鳥に似るが、羽の色がより一様。成鳥は6-7月から8-9月にかけて換羽を行う。アフリカで冬季を過ごす際にも換羽が行われる。

## 生態

### 繁殖
ヨーロッパハチクイは水際の砂地で集団営巣を行い、特に川岸近くを好む。通常は5月初旬に長い横穴を掘り、6月上旬に5-8個の球形の白い卵を産む。 抱卵は雌雄で行われ、約3週間続く。
求愛中、雄は雌に大きな餌を渡し、自らは小さな餌を食べる。ほとんどは一夫一妻制だが、時に一夫二妻も見られる。鳴き声は特徴的で、柔らかい。

### 採餌
食虫性で特にハチ類を好み、1日に約250匹のミツバチを食べることができる。開けた空間にとまった状態から、飛行中の昆虫を襲って狩りをする。ハチを食べる前には硬い地面などに繰り返し叩きつけて毒針を除く。
餌のほとんどはセイヨウミツバチであり、スペインにおける研究では餌の69.4％から82％を占めることが分かっている 。しかし、餌になるのは生息域のミツバチの総数の1%未満であり、ミツバチへの影響は小さい。また、ミツバチとトンボ両方を与えた方が、片方だけを与えるよりも効率的に体重が増加することを示す研究もある。
営巣地の近くに養蜂場がある場合はミツバチの捕食が増えるが、ハチクイは営巣地から半径12 km（餌不足時にみられる最大距離）以内の牧草地で採餌を行う。養蜂場への侵入は、ハチが巣箱を離れず、他の昆虫を見つけるのが困難な、寒く雨の多い時期にのみ観察される。
多くの養蜂家はヨーロッパハチクイの存在によってミツバチが採餌を控えるようになり、5月から8月末までのほとんどの期間を巣箱の中にとどまって過ごすようになってしまうと考えている。しかし、トリポリから東80 kmにあるアラルス地域のユーカリ林で行われた研究によれば、ハチクイはハチの採餌の主な障害とは考えられなかった。ヨーロッパハチクイの餌はミツバチ90.8％と甲虫9.2％だったが、ミツバチの採餌率はヨーロッパハチクイの存在下でむしろ上昇する場合もみられた。
しかしながら、ヨーロッパハチクイの渡りのピークとなる、3月下旬から4月中旬までと9月中旬には、女王蜂の交代を控えさせる事が推奨される。ハチクイが採餌を行うためにとまる樹木や高所のケーブルの周辺には巣箱を設置しない事が勧められる。